# California King Bed
«California King Bed» (рус. «Огромная королевская кровать») — песня барбадосской певицы Рианны из её пятого студийного альбома Loud, выпущенная 13 мая 2011 года в качестве четвёртого международного сингла. Авторами песни являются Эндрю Харр, Жермен Джексон, Присцилла Ренеа и Алекс Деликэта, продюсеры — творческая группа инструментального хип-хопа The Runners. Сингл пользовался умеренно хорошей популярностью, достигнув своего максимума в пределах лучшей десятки хитов в таких странах, как: Австралия, Новая Зеландия и Великобритания. Песня была показана в рекламной кампании «100 лет ухода за кожей» (англ. «100 Years of Skin Care») косметической фирмы Nivea.

## История создания
В начале марта 2011 года через аккаунт на веб-интерфейсе Twitter певица предложила своим фанатам выбрать следующий сингл из четырёх песен «Cheers (Drink to That)», «Man Down», «California King Bed» или «Fading», пообещав снять музыкальный видеоклип для наиболее популярной песни к концу месяца. 12 марта 2011 года были подведены итоги голосования, в которых «California King Bed» набрала большее количество голосов. Но в Соединённых Штатах Америки песня «Man Down» была отправлена на радиостанции перед «California King Bed». Однако, на международном уровне композиция «California King Bed» является четвёртым синглом с альбома, как и было заявлено.

## Видеоклип
Съемки видеоклипа начались в марте 2011 года в Лос-Анджелесе. Премьера клипа состоялась в понедельник 9 мая 2011 года в 21:00 по МСК.

### Сюжет клипа
Действие в клипе происходит в приморье Калифорнии, за окном закат, легкий бриз трепет шелковую занавесь персикового цвета. Девушка (Рианна) рассказывает, как находясь рядом со своим парнем она чувствует себя намного отдалённее, словно их отделяет кровать длиною в 10 тысяч метров.

## Список композиций
Цифровая дистрибуция
1. «California King Bed» — 4:12

## Творческая группа
- Автор песни — Эндрю Харр, Джермейн Джексон, Присцилла Ренеа, Алекс Деликэта
- Музыкальный продюсер — The Runners
- Звукозапись — Джефф «Supa Jeff» Вильлануева
- Производство вокала — Кук Харрелл
- Запись вокала — Кук Харрелл, Джош Гадвин, Маркос Товар
- Ассистент записи вокала — Кайл Вайт
- Сведение — Фил Тан
- Звукорежиссёр — Дамиан Льюис
- Электрогитара и акустическая гитара — Алекс Деликэта
- Бас-гитара — Эрик Энглэнд
- Бэк-вокал — Присцилла Ренеа
- Мастеринг — Крис Герингер

Источник:

## Позиции в чартах
| Чарт (2011)                                | Высшее место |
| ------------------------------------------ | ------------ |
| Австралия (ARIA)                           | 4            |
| Австрия (Ö3 Austria Top 40)                | 26           |
| Бельгия/Валлония (Ultratip Bubbling Under) | 8            |
| Бельгия/Фландрия (Ultratip Bubbling Under) | 3            |
| Billboard Brasil                           | 35           |
| Canadian Hot 100                           | 23           |
| Чехия (Rádio — Top 100)                    | 26           |
| Дания (Tracklisten)                        | 34           |
| Франция (SNEP)                             | 48           |
| German Airplay Chart                       | 48           |
| Ирландия (IRMA)                            | 11           |
| Нидерланды (Single Top 100)                | 9            |
| Новая Зеландия (Recorded Music NZ)         | 4            |
| Romanian Top 100                           | 9            |
| Швеция (Sverigetopplistan)                 | 59           |
| Швейцария (Schweizer Hitparade)            | 22           |
| Словакия (Rádio — Top 100)                 | 23           |
| Шотландия (OCC Scotland)                   | 11           |
| Великобритания (OCC UK Hip Hop/R&B)        | 3            |
| Великобритания (OCC UK Singles)            | 8            |
| США (Billboard Hot 100)                    | 37           |
| Pop Songs (Billboard)                      | 28           |

## Сертификации
| Страна         | Поставщик | Сертификация     |
| -------------- | --------- | ---------------- |
| Австралия      | ARIA      | Платиновый сингл |
| Новая Зеландия | RIANZ     | Золотой сингл    |

## Хронология выпуска
| Страна            | Число         | Формат                                            | Лейбл              |
| ----------------- | ------------- | ------------------------------------------------- | ------------------ |
| Австралия         | 4 апреля 2011 | Mainstream radio                                  | Universal Music    |
| Дания             | May 13, 2011  | Digital download                                  | Universal Music    |
| Франция           | May 13, 2011  | Digital download                                  | Universal Music    |
| Италия            | May 13, 2011  | Digital download                                  | Universal Music    |
| Нидерланды        | May 13, 2011  | Digital download                                  | Universal Music    |
| Швеция            | May 13, 2011  | Digital download                                  | Universal Music    |
| Соединённые Штаты | 16 мая 2011   | Hot/Modern adult contemporary radio               | Def Jam Recordings |
| Соединённые Штаты | 31 мая 2011   | Mainstream radio                                  | Def Jam Recordings |
| Соединённые Штаты | 6 июня 2011   | Hot/Modern adult contemporary radio (переиздание) | Def Jam Recordings |
| Германия          | 24 июня 2011  | CD сингл                                          | Universal Music    |